# Pseudagrion evanidum
Pseudagrion evanidum är en trollsländeart som beskrevs av James George Needham och Gyger 1939. Pseudagrion evanidum ingår i släktet Pseudagrion och familjen dammflicksländor. Inga underarter finns listade i Catalogue of Life.